# 55 (liczba)
55 (pięćdziesiąt pięć) – liczba naturalna następująca po 54 i poprzedzająca 56.

## 55 w nauce
- liczba atomowa cezu
- obiekt na niebie Messier 55
- galaktyka NGC 55
- planetoida (55) Pandora

## 55 w kalendarzu
55. dniem w roku jest 24 lutego. Zobacz też co wydarzyło się w 55 roku n.e.
+55 jest międzynarodowym numerem  kierunkowym do Brazylii, a w Polsce 55 do Elbląga.   